# Mondaí
Mondaí est une ville brésilienne de l'ouest de l'État de Santa Catarina.

## Géographie
Mondaí se situe par une latitude de 27° 06′ 10″ sud et par une longitude de 53° 24′ 07″ ouest, à une altitude de 235 mètres.
Sa population était de 10 231 habitants au recensement de 2010. La municipalité s'étend sur 201 km2.
Elle fait partie de la microrégion de São Miguel do Oeste, dans la mésorégion Ouest de Santa Catarina.

## Histoire
L'origine du nom de Mondaí est antérieure à la colonisation. Mondaí signifie « rivière des voleurs » en langue indigène. À l'époque de la colonisation du Rio Grande do Sul, des voleurs, qui attaquaient les nouvelles colonies, se cachaient de l'autre côté de la frontière avec Santa Catarina, ce qui lui valut ce nom. Les premiers colons arrivèrent à partir de 1926. Il s'agissait d'immigrants allemands, amenés par la Companhia Colonizadora Chapecó-Peperi. Peu après arrivèrent des descendants d'italiens. Mondaí fut une colonie, puis un district de Chapecó, avant de devenir indépendante le 30 décembre 1953.

## Économie
La principale activité économique de Mondaí est la culture d'agrumes, qui se développa à partir des années 1970. Près de  600 000 arbres furent plantées à partir de 1988 (dont 70 % d'orangers). Pour cela, Mondaí est connue comme la « capitale des fruits ». La production atteint aujourd'hui 105 000 tonnes par an. Cette culture permet également de développer une autre source de revenu : le tourisme. Tous les ans, pendant 4 jours en juin, se déroule la festa da Fruta (« fête du fruit » en français), doublant la population de la municipalité. Les agriculteurs cultivent également le haricot, le maïs et le tabac et élèvent des porcs, des volailles et des bœufs.

## Villes voisines
Mondaí est voisine des municipalités (municípios) suivantes :
- Caibi
- Caiçara dans l'État du Rio Grande do Sul
- Iporã do Oeste
- Itapiranga
- Riqueza
- São João do Oeste
- Vicente Dutra dans l'État du Rio Grande do Sul*